# Hotelul Bucovina din Suceava

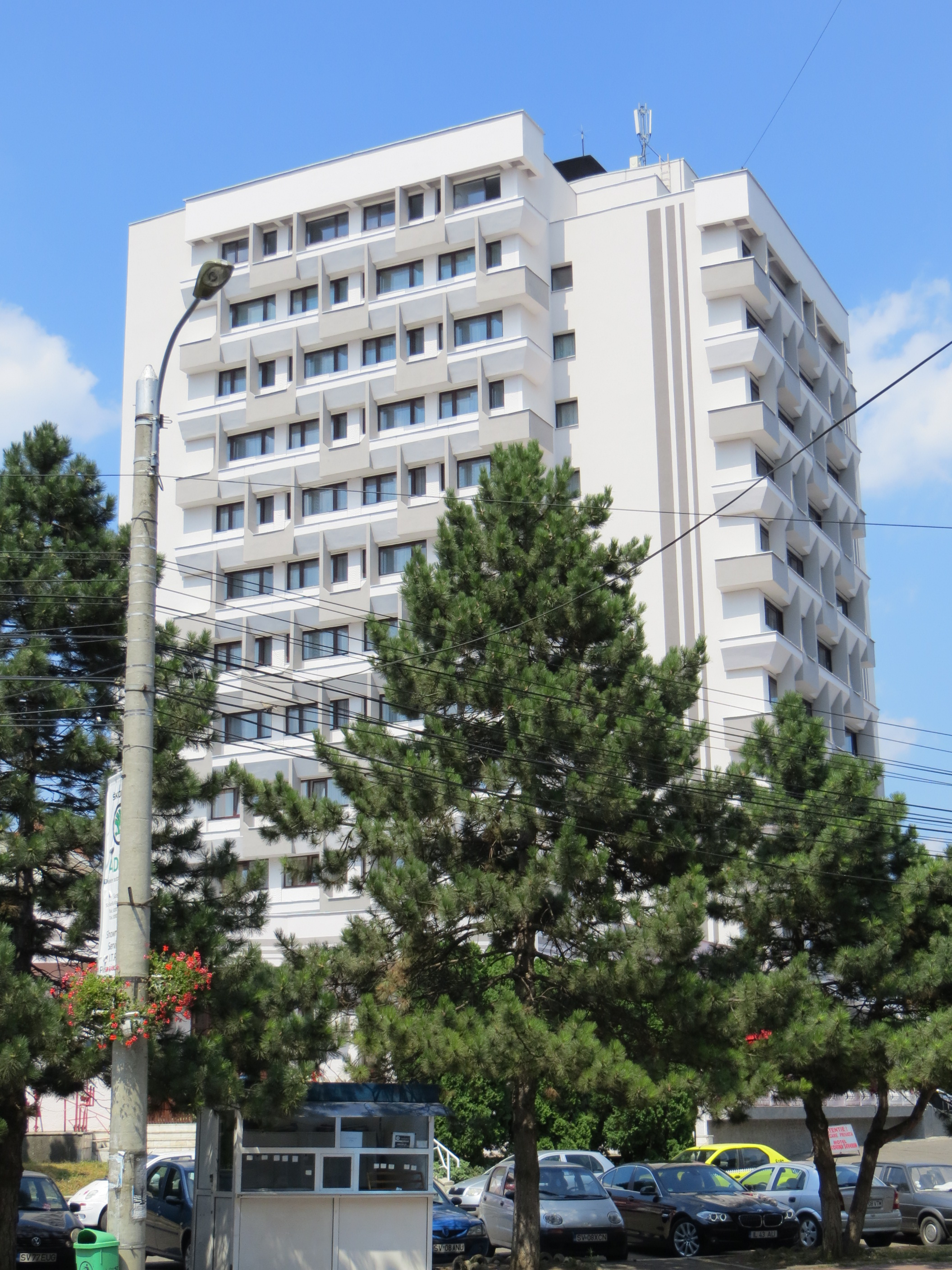
Hotelul „Bucovina” din Suceava

Hotelul „Bucovina” este o unitate hotelieră din municipiul Suceava, deschisă în anul 1975. Este situat pe strada Ana Ipătescu nr. 5, în centrul orașului, pe locul unde înainte se afla Grădina de Vară.

## Istoric
După construcția Hotelului „Central” din Suceava (astăzi desființat), în anul 1970 se dădea în folosință Hotelul „Arcașul” (în prezent Hotel „Continental”), care purta amprenta unei arhitecturi moderne, având o intrare acoperită în consolă cu o soluție tehnică deosebită. Urmau ani tot mai buni pentru turismul sucevean, mai ales după ce mănăstirile din nordul Moldovei au primit „Mărul de Aur” în 1972, o distincție foarte importantă din partea Federației Internaționale a Jurnaliștilor și Scriitorilor de Turism (FIJET). Numărul de turiști creștea în permanență și Nicolae Ceaușescu înțelesese potențialul economic al acestor mănăstiri, aceasta fiind perioada când au fost alocate cele mai importante fonduri pentru refacerea lor.
Pentru a face față cererilor crescânde de cazare și masă pentru cei care veneau să viziteze zona, s-a pus atunci problema construirii unui nou hotel, de această dată cu o capacitate de cazare mărită. Conducerea de atunci a județului a pus ochii pe un spațiu ocupat de Grădina și Teatrul de Vară ale orașului, care, fiind considerate nerentabile, au fost demolate la începutul anilor '70, făcând loc unui hotel spațios, cu zece etaje și un restaurant modern și încăpător, cunoscut sub denumirea de Hotel „Bucovina”. La sfârșitul lui 1975, restaurantul noului Hotel „Bucovina” găzduia primul Revelion.
Hotelul este localizat într-o zonă de interes turistic, în preajma câtorva obiective importante ale orașului, precum Mănăstirea Sfântul Ioan cel Nou, Muzeul Național al Bucovinei, Palatul Administrativ sau Hanul Domnesc. În imediata vecinătate a hotelului se află cele două corpuri ale Bibliotecii Bucovinei „I.G. Sbiera”, iar după 1990 au fost construite sediile Băncii Comerciale și Parchetului Suceava.
Clădirea hotelului se prezintă sub forma unui turn impunător, la parter existând restaurant și terasă. Capacitatea de cazare este formată din 116 camere, totalizând un număr de 223 de locuri. Acestea sunt repartizate în câte 12 camere pe etaj (etajele 1–9), respectiv 8 camere la ultimul etaj.

## Imagini

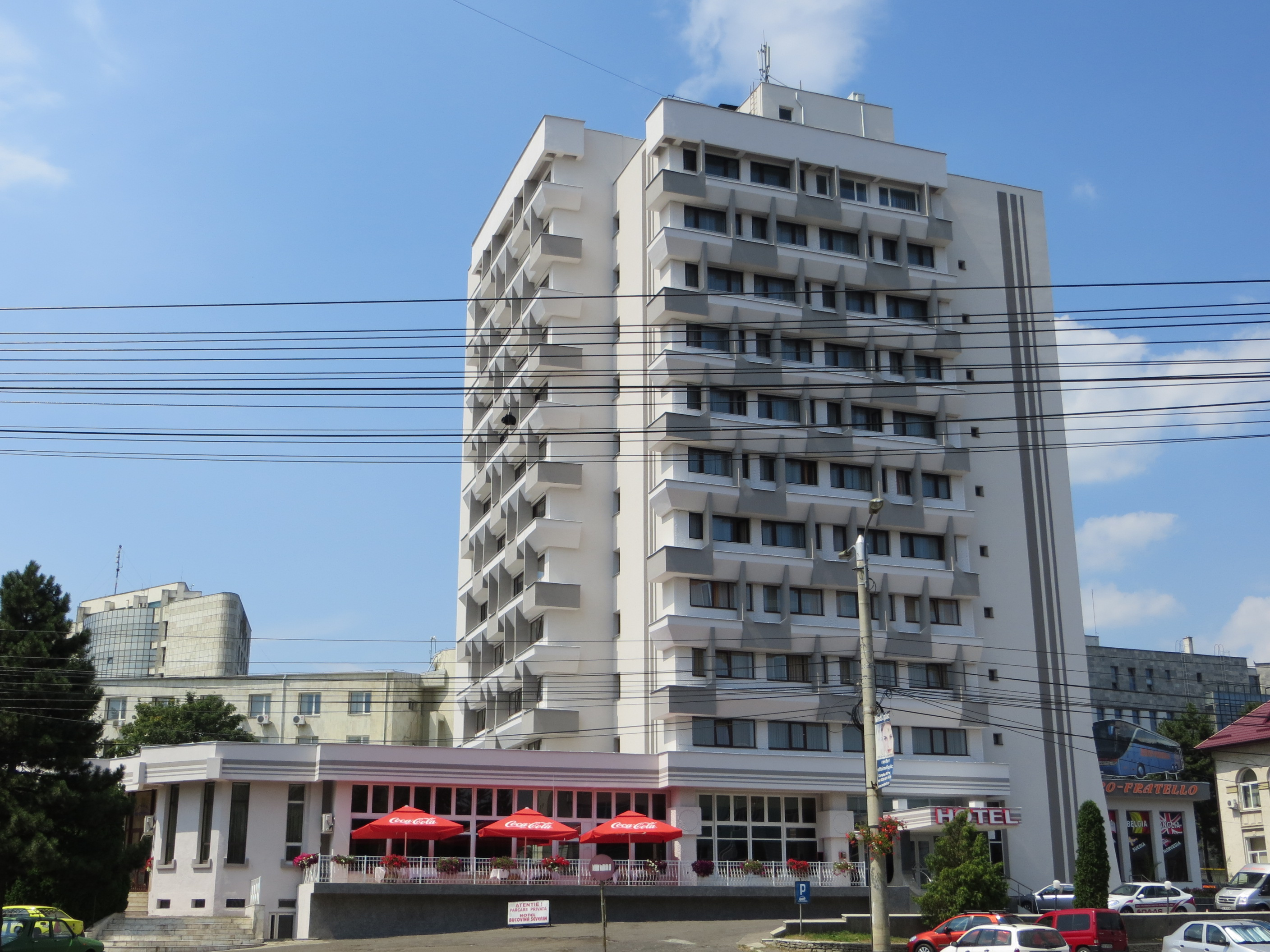
Hotelul „Bucovina” din Suceava
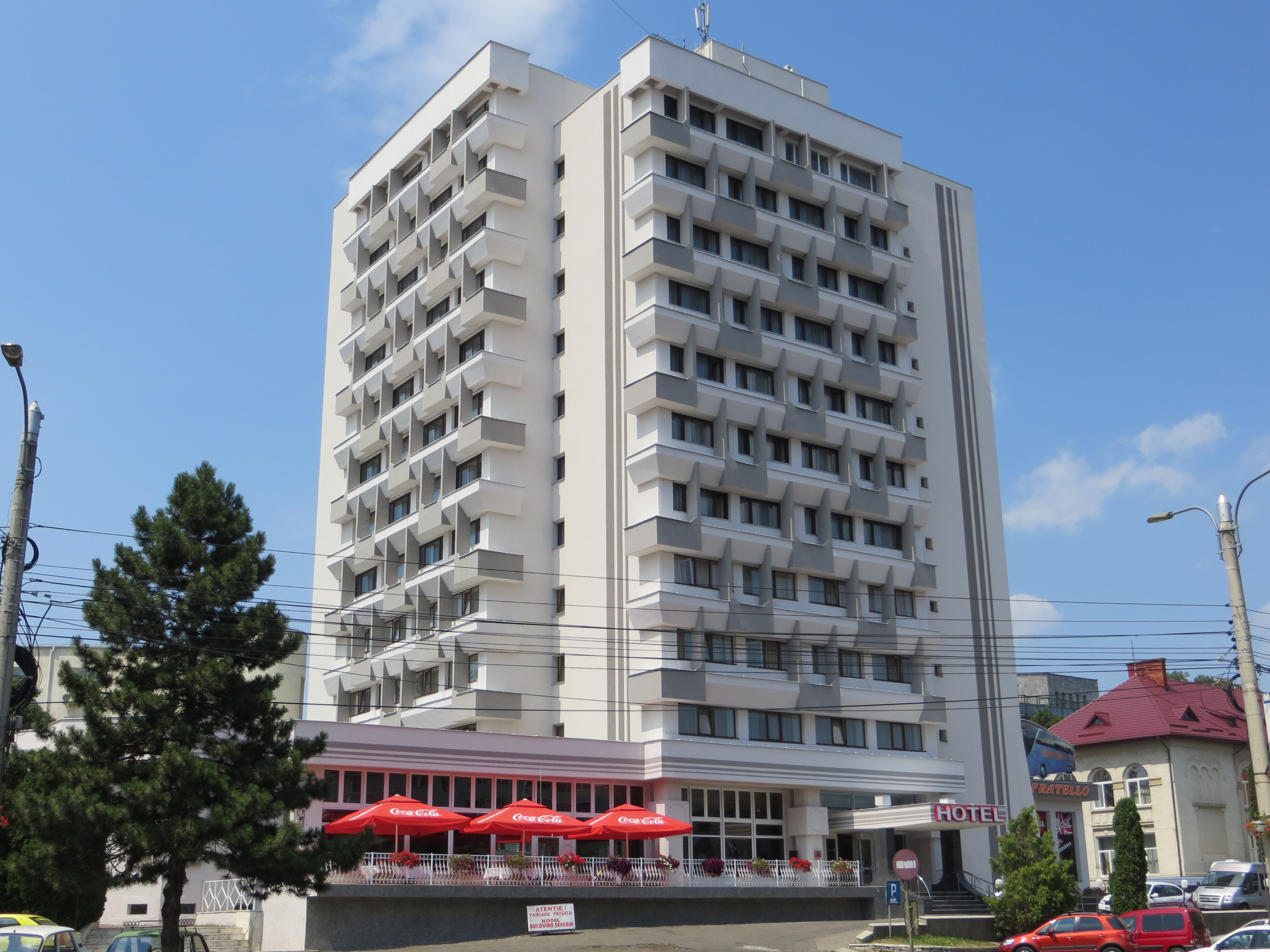
Hotelul „Bucovina” din Suceava
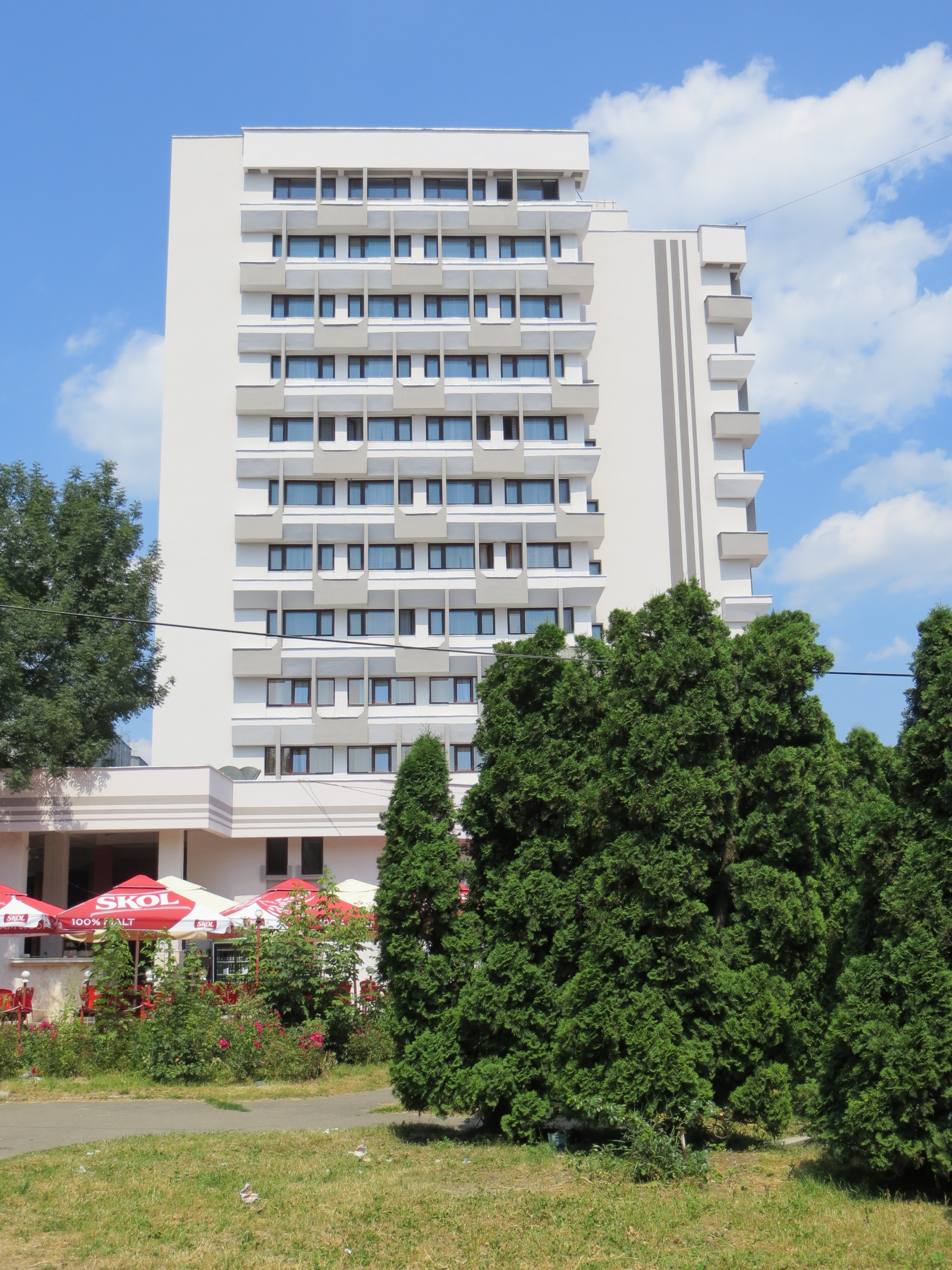
Hotelul „Bucovina” din Suceava
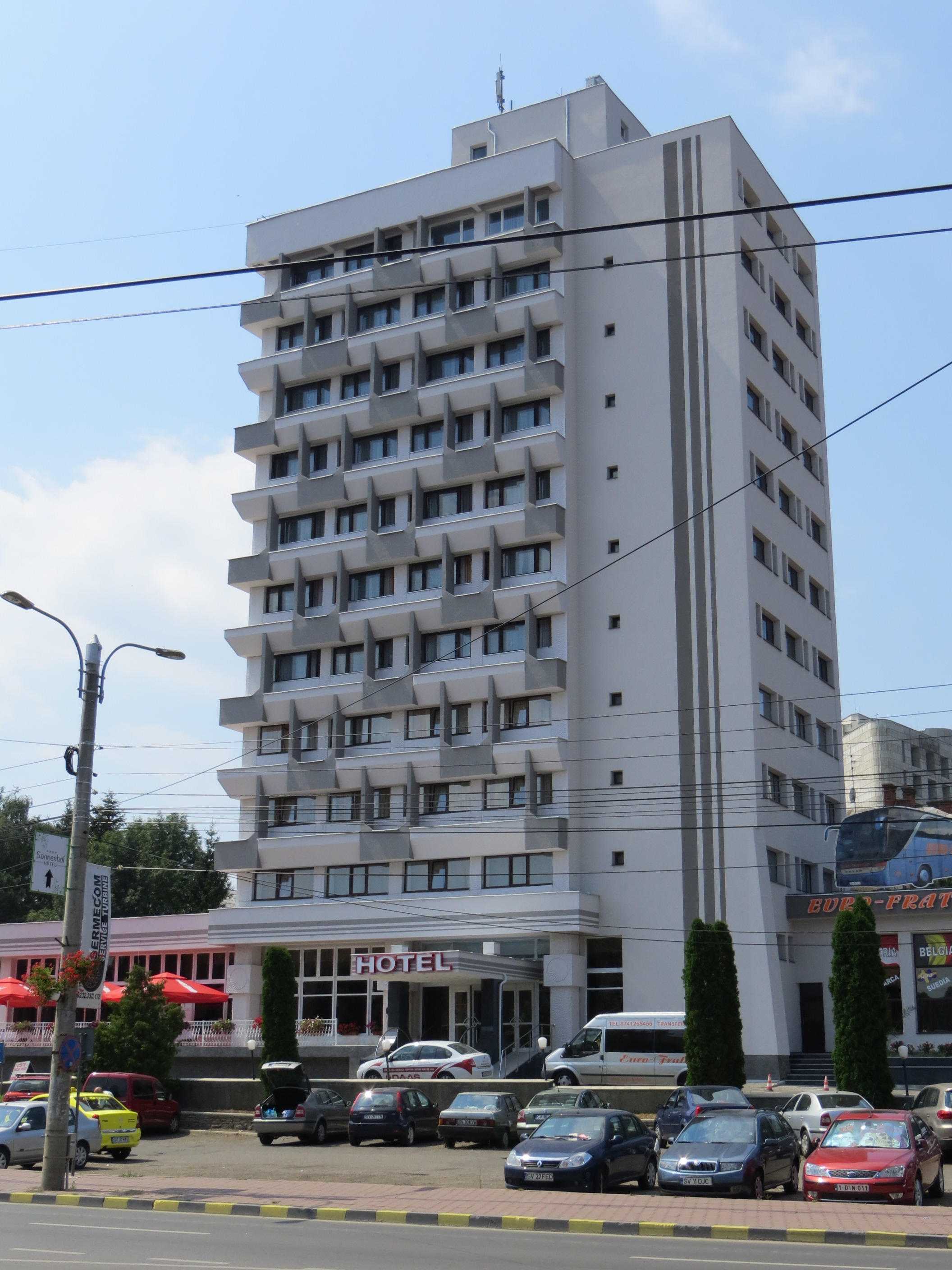
Hotelul „Bucovina” din Suceava